# Colostygia polonica
Colostygia polonica är en fjärilsart som beskrevs av Prüffer 1923. Colostygia polonica ingår i släktet Colostygia och familjen mätare. Inga underarter finns listade i Catalogue of Life.